# Маленькая Василиса (мультфильм)
«Маленькая Василиса» — короткометражный авторский проект Дарины Шмидт. Мультфильм создан при Государственной поддержке Федерального агентства по культуре и кинематографии. Выпущен вместе с полнометражным мультфильмом «Илья Муромец и Соловей-Разбойник» 27 декабря в 2007 году.
Участник конкурсной программы фестиваля Суздаль-2008.

## Сюжет
Собирательная сказка о девочке Василисе. Она слишком мала, чтоб бороться с трудностями жизни. На её пути всегда встречаются те, кто помогает ей их преодолеть.

## Создатели
| Автор сценария       | Дарина Шмидт |
| Режиссёр             | Дарина Шмидт |
| Художник-постановщик | Дарина Шмидт |
| Композитор           | Максим Кошеваров |
| Звукорежиссёр        | Владимир Голоунин |
| Роли озвучивали      | \| Актёр \| Роль \| \| ------------------ \| ------------------- \| \| Кира Заморина \| Василиса \| \| Константин Бронзит \| Баба Яга \| \| Олег Куликович \| Кот \| \| Сергей Меринов \| Медведь «Дядя Миша» \| \| Анатолий Петров \| Рассказчик / мужик \| \| Елена Шульман \| Баба \| |
| Аниматоры            | Дарина Шмидт, Виктория Гнёдыш, Марина Зарипова, Антон Рудин, Глеб Дёмин, Татьяна Горбушина |
| Художники            | Дарина Шмидт, Ольга Антоненко |
| Продюсер             | Игорь Гелашвили |
| Актёр                | Роль |
| Кира Заморина        | Василиса |
| Константин Бронзит   | Баба Яга |
| Олег Куликович       | Кот |
| Сергей Меринов       | Медведь «Дядя Миша» |
| Анатолий Петров      | Рассказчик / мужик |
| Елена Шульман        | Баба |

## Награды
- На XIII Открытом российском фестивале анимационного кино, который прошёл в 2008 году в Суздале, эта сказка получила два приза: за лучший дебют и за лучший мультфильм для детей[1].
- Мультфильм получил приз в категории «Лучший фильм для детей» на XVII Международном кинофоруме «Золотой Витязь», прошедшем в 2008 году в Москве[2].